# Сьерра-Невада-де-Санта-Марта (национальный парк)
Сьерра-Невада-де-Санта-Марта (исп. el Parque Nacional Natural Sierra Nevada de Santa Marta) — национальный природный парк Колумбии. Является вторым по возрасту после Национального парка Куэва-де-лос-Гуачарос старшим национальным парком Колумбии, который сформирован в 1964 году. Расположен в Колумбийской Восточной Кордильера между департаментами Гуахира, Магдалена и Сесар в горном массиве Сьерра-Невада-де-Санта-Марта.
С 1979 года национальный парк входит во всемирную сеть биосферных резерватов.